# Odain Rose
Odain Rose (né le 19 juillet 1992 à Port Antonio en Jamaïque) est un athlète suédois, spécialiste du sprint.
Il termine 5e du 60 m lors des Championnats d'Europe en salle 2013 avec son record en 6 s 62 et 4e lors de ceux de 2017, en 6 s 63, juste derrière, mais dans le même temps, son compatriote Austin Hamilton.
Il est arrivé avec sa mère en Suède à l'âge de trois ans.